# Super TV
Super TV – pierwszy w Polsce kolorowy magazyn telewizyjny.

## Charakter czasopisma
Super TV był magazynem poświęconym omówieniu programu telewizyjnego, dodatkowo - po raz pierwszy dawał możliwość z początkowo półtora-, później jednotygodniowym wyprzedzeniem. Zajmował się jednak nie tylko przedstawieniem i omówieniem programów telewizyjnych (również bogatej ofert kanałów satelitarnych), ale posiadał też liczne artykuły "z życia gwiazd" oraz materiały rozrywkowe (horoskop, krzyżówki, komiksy itp.).

## Historia czasopisma
Pierwszy numer (36/92) ukazał się 27 sierpnia 1992. Ukazywał się najpierw w czwartki, a następnie w poniedziałki, aż do marca 1997 oraz potem od końca listopada 2001 do marca 2014, a od kwietnia 2014 wydawany jest co dwa tygodnie w poniedziałki.
Od 24 marca 1997 (nr 13/97) połączył się z magazynem Tele Świat. Pierwsze kilka numerów zostało wydanych z okładkami obu pism, następnie tylko z Tele Świata, lecz jako Tele Świat + Super TV, by ostatecznie pozostać jednym magazynem.
Wydawcy przywrócili magazyn 26 listopada 2001. Pierwszy numer po prawie pięcioletniej przerwie (48/01) ukazał się 26 listopada 2001 i prezentował program telewizyjny na okres od 30 listopada do 6 grudnia. Ostatni numer tygodnika ukazał się 31 marca 2014, z kolei 7 kwietnia 2014 został wydany pierwszy numer dwutygodnika, który zawierał program 51 stacji. W okresie wiosna-lato 2017 liczba stacji spadła do 31 stacji. W numerze z 21 sierpnia 2017 liczba stacji ponownie wzrosła do 51. W numerze z 12 sierpnia 2024 liczba stacji znowu wzrosła, ale do 102, tak jak Tele Max. 
Długoletnią redaktorką naczelną czasopisma była Ewa Wąsikowska-Tomczyńska. W 2008 jej miejsce na stanowisku zajęła Magdalena Pinkwart (Micuła). W 2010 wydawca zdecydował o stworzeniu platformy trzech tytułów telewizyjnych, na skutek czego Magdalena Pinkwart (Micuła) i Katarzyna Jaraczewska-Strząbała rozstały się z wydawnictwem. Na czele trzech zintegrowanych tytułów stanęła Anna Hernik-Solarska, dotychczasowa redaktor naczelna Kurier TV.